# Джыдыр-Дюзю
Джыды́р-Дюзю́ (азерб. Cıdır düzü) — равнинное урочище в южной части Шуши, Азербайджан. Название буквально переводится с азербайджанского языка как равнина для ипподрома. Именно здесь была традиция проведения скачек во времена Карабахского ханства.

## Географическое расположение
Джыдыр-Дюзю расположен недалеко от города Шуша. Западная часть Шуши возвышается над уровнем моря на 1800 м, восточная — на 1400 м. Равнина Джыдыр находится в южной, относительно плоской, но более высокой части Шуши. 
Равнина выходит на Дашалтинское ущелье, которое расположено на 200 метров ниже реки Дашалты. Тропинка на краю равнины Джыдыр ведёт к сорока ступеням, долине Дашалты и Ханской пещере, которая была разрушена армянскими войсками в 1992 году в ходе Первой карабахской войны.
Западная часть Джыдыр-Дюзю состоит из трёх холмов, которые располагаются друг за другом, благодаря чему получили название «Уч мых» («Три гвоздя»).

## Значимость равнины
Джыдыр-Дюзю был излюбленным местом отдыха шушинцев и гостей города. Его называли «поле скачек», так как здесь издревле проводились скачки. На равнине соревновались знаменитые карабахские скакуны. Соревнования устраивали несколько веков. Здесь можно было увидеть лучших карабахских лошадей, что привлекало не только местных жителей, но и зарубежных путешественников. Скачки проводились дважды в год. Жокею и коню, занявшим первое место, выдавались награды.
На равнине проводились игры човган, праздник Новруз и другие народные праздники. Местность Джыдыр-Дюзю была также излюбленным местом художников, которые запечатлели её в своих работах.
В историческом источнике «Карабахнаме» говорится о состязании, орагнизованном Ибрагим Халил ханом на этой равнине, где он убедился в боевых навыках своего племянника Мухаммед бей Джаваншира, получившего в состязании на этой равнине прозвище «Батман Гылындж» («пудовый меч») . 
Войска Ага Мухаммед хан Каджара в XVIII веке штурмовали город Шуша с направления данной равнины. 
В Джыдыр-Дюзю проводились литературно-музыкальные собрания и фестивали, а также практически все официальные праздники,  устраивались ежегодные ярмарки.
В период Азербайджанской ССР здесь особенно ярко отмечали 1 мая. 
Ежегодно с 1989 по 1991 год в мае на Джыдыр-Дюзю проходил музыкальный фестиваль «Харыбюльбюль».
8 мая 1992 года равнина Джыдыр-Дюзю оказалась под контролем армянских сил вследствие начавшейся Первой карабахской войны и взятии Шуши.
8 ноября 2020 года в результате боевых действий Азербайджан восстановил контроль над Шушой, в том числе и над равниной Джыдыр-Дюзю, что было закреплено 10 ноября 2020 года трёхсторонним заявлением Азербайджана, Армении и России.
12-13 мая 2021 года впервые после освобождения города Шуша на Джыдыр-Дюзю вновь прошёл фестиваль «Харыбюльбюль».

## Галерея
- Пещера на Джыдыр-Дюзю Декабрь 2021
- Джыдыр-Дюзю Март 2021

- Скачки на Джыдыр-Дюзю Июль 2025
- Скачки на Джыдыр-Дюзю Июль 2025
- Скачки на Джыдыр-Дюзю Июль 2025
- Скачки на Джыдыр-Дюзю Июль 2025
- Скачки на Джыдыр-Дюзю Июль 2025
- Скачки на Джыдыр-Дюзю Июль 2025
- Скачки на Джыдыр-Дюзю Июль 2025
- Скачки на Джыдыр-Дюзю Июль 2025